# قائمة الأفلام اليمنية المقدمة لترشيح جائزة الأوسكار لأفضل فلم بلغة أجنبية
قدمت اليمن ترشيحين لفيلمين لنيل جائزة الأوسكار لأفضل فيلم بلغة أجنبية، أول مرة في عام 2016 والمرة الثانية في عام 2018.   يتم تسليم الجائزة سنويًا من قبل أكاديمية فنون وعلوم الصور المتحركة الأمريكية لأفضل فيلم سينمائي طويل تم إنتاجه خارج الولايات المتحدة يحتوي بشكل أساسي على حوار غير إنجليزي.  بدأت الجائزة في حفل توزيع جوائز الأوسكار لعام 1956، حيث تم إنشاء جائزة أفضل فيلم بلغة أجنبية، للأفلام غير الناطقة باللغة الإنجليزية، ويتم تقديمها سنويًا منذ ذلك الحين. 

## التقديمات
دعت أكاديمية الفنون والعلوم السينمائية الصناعات السينمائية في مختلف البلدان لتقديم أفضل فيلم لها لجائزة الأوسكار لأفضل فيلم بلغة أجنبية منذ عام 1956.  تشرف لجنة جائزة الأفلام الأجنبية على العملية وتراجع جميع الأفلام المقدمة. بعد ذلك، تصوت اللجنة بالاقتراع السري لتحديد خمسة مرشحين للجائزة.  فيما يلي قائمة بالأفلام التي رشحتها اليمن لتراجعها الأكاديمية للجائزة حسب السنة وحفل توزيع جوائز الأوسكار المعني.
| السنة (احتفال) | اسم الفيلم في الترشيح          | اللغة   | المخرج        | النتيجة |
| -------------- | ------------------------------ | ------- | ------------- | ------- |
| 2016 (89)      | أنا نجوم، عمري 10 سنوات ومطلقة | العربية | خديجة السلامي | لم يرشح |
| 2018 (91)      | 10 أيام قبل الزفاف             | العربية | عمرو جمال     | لم يرشح |
| 2023 (96)      | المرهقون                       | العربية | عمرو جمال     | لم يرشح |

## روابط خارجية
- قاعدة بيانات جوائز الأوسكار الرسمية
- قاعدة بيانات اعتمادات الصور المتحركة
- صفحة جوائز الاكاديمية IMDb